# Gertrude Yorkes
Arsenico, il cui vero nome è Gertrude "Gert" Yorkes, è un personaggio dei fumetti pubblicato dalla Marvel Comics.

## Biografia

### Orgoglio
Figlia di Dale e Stacey Yorkes, Gert viene vista per la prima volta mentre urla che non vuole andare all'incontro annuale di beneficenza dei Wilders; dopo la testimonianza dell'omicidio di una ragazza innocente da parte dei loro genitori ("l'orgoglio"), nonostante lo shock di scoprire che i suoi genitori ne fanno parte, Gert rimane l'unica non sorpresa del fatto che i suoi genitori siano in realtà cattivi, dicendo che l'aveva sempre sospettato fin da quando il suo maiale domestico scomparve misteriosamente. Gert si unisce alla fuga da casa della sua squadra ma prima di andarsene scopre un dinosauro in una stanza nascosta nel suo seminterrato che ha un legame telepatico con lei, il che significa che obbedisce ad ogni suo comando. Notando che il suo seminterrato è pieno di rari oggetti d'antiquariato, i Runaways deducono che i genitori di Gert sono in realtà viaggiatori del tempo. Dopo essere scappata, Gert prende il nome di Arsenico e chiama il suo dinosauro Vecchi Merletti, in riferimento al film col medesimo nome. Mentre gli altri membri prendono i nomi in codice per essere più simili ai supereroi, Gert prende il suo per tagliare tutti i legami con i suoi genitori e la sua vita precedente. Più tardi lei e gli altri Runaways decideranno di usare di nuovo i loro veri nomi, tranne Vecchi Merletti che prima non aveva alcun nome.

### Personalità
Per tutto il primo volume, Gert rifiuta di rispondere al suo nome e si attacca al suo nome in codice il più a lungo di tutti i Runaways, che iniziano a riutilizzare i loro veri nomi. La visione cinica di Gert sui suoi genitori (e gli adulti in generale) va via via crescendo attraverso il primo e il secondo volume, dove la sua convinzione che i suoi genitori abbiano ucciso il suo maiale domestico diventa più forte. Sebbene tutti i Runaways condividano una sfiducia reciproca verso gli adulti, Gert rimane la più convinta di questa filosofia.
L'atteggiamento cinico di Gert termina quando dopo aver rianimato Chase dall'annegamento (dopo il loro ultimo incontro con l'orgoglio), si scambiano un bacio appassionato; è generalmente accettato che Chase e Gert diventino una coppia a questo punto. Dopo la battaglia, il governo è costretto ad ammettere che i Runaways non sono assassini, ma vittime innocenti. Gert viene inviata a vivere in un collegio, mentre i Vendicatori conducono Vecchi Merletti in una struttura di detenzione segreta a Los Angeles. Alcuni mesi dopo, scappa dalla scuola per unirsi ai suoi amici e, con l'aiuto di Chase, libera Vecchi Merletti. Si unisce al Leapfrog, un vecchio trasporto terra/mare de l'orgoglio confiscato dai Vendicatori, e fugge per iniziare una vita da vigilante a tempo pieno.

### Come fuggitiva/Morte
Il secondo volume trova Gert che combatte sotto il comando di Nico, che ancora esce con Chase. Nel frattempo, una delle macchine dei vecchi tempi dei suoi genitori appare nel nuovo ostello portando una donna dai capelli neri, fisicamente in forma, senza occhiali, che afferma di essere Gert del futuro; questa versione di Gert è cresciuta fino a diventare il leader dei Vendicatori sotto l'alias Heroine. Heroine mette in guardia i Runaways su Victor Mancha, una minaccia adolescenziale dormiente che crescerà fino a uccidere ogni eroe sotto lo pseudonimo "Victorious". La Gert del futuro muore tra le braccia di Chase senza riuscire a dirgli "Ti amo". La squadra combatte e sconfigge Ultron, Victor riscrive la sua programmazione e afferma di essere libero dalla sua influenza. Nico lo invita a unirsi al team. Poco dopo il viaggio dei fuggitivi a New York, un nuovo Orgoglio rivela un bacio condiviso tra Chase e Nico a Gert; Gert è sconvolta e i Runaways iniziano a deteriorarsi; Molly viene rapita e Vecchi Merletti attacca Nico. Gert e Nico sono in grado di mettere da parte le loro divergenze abbastanza a lungo da salvare Molly dal nuovo Orgoglio, ma durante il salvataggio, Gert prende una daga nello stomaco per salvare Chase. Nei suoi ultimi momenti, Gert trasferisce il controllo empatico di Vecchi Merletti a Chase, assicurandosi che il dinosauro possa vivere. Gert muore tra le braccia di Chase, dopo averlo perdonato per aver baciato Nico. Le sue ultime parole, sono le sue lamentele sul fatto che la versione più vecchia di lei non ha mai detto a Chase come si sentiva, poi muore senza dirgli "Ti amo".

### Home Schooling Arc
Chase sbatte contro una ragazza con una strana somiglianza con la defunta Gert, che non lo riconosce. Inizialmente stordito, la insegue per raggiungerla. Lei gli urla di fermarsi, mentre una sagoma simile a Vecchi Merletti appare in un vicolo dietro di lei, ma viene colpito da un furgone. Apparentemente la ragazza se ne va mentre i paramedici si apprestano a portare Chase in un ospedale.

### Resurrezione
Chase è finalmente in grado di tornare indietro nel tempo e salvare Gert dalla sua morte, portandola dritta a Nico, che è in grado di salvare la vita di Gert attraverso una serie di incantesimi che includono la convocazione di un podologo (come il medico più vicino a Nico al momento) per il trattamento delle lesioni di Gert. Sebbene ritorni rapidamente al suo vecchio legame con Vecchi Merletti, Gert è scossa nel sapere come i Runaway siano caduti a pezzi dopo la sua morte, le sue parole hanno ispirato la squadra a tornare insieme, salvando Molly dalla sua nonna manipolatrice.

## In altri media

### Televisione
- Gert appare nella Serie TV Marvel's Runaways, interpretata da Ariela Barer.[10]

### Videogiochi
- Gertrude Yorkes è un personaggio utilizzabile in LEGO Marvel Super Heroes 2.[11]